# Johannes Knab
Johannes Knab (Bamberg, 17 de setembro de 1946) é um ex-ciclista alemão que representou a Alemanha Ocidental na prova de contrarrelógio (100 km) nos Jogos Olímpicos de 1972, em Munique, onde terminou em vigésimo lugar.